# Düsseldorfer Hypothekenbank
Die Düsseldorfer Hypothekenbank AG, auch DüssHyp genannt, war eine auf Staats- und Immobilienfinanzierung spezialisierte Hypothekenbank mit Sitz in Düsseldorf. Dieser Begriff bezeichnete bis zur Aufhebung des Hypothekenbankgesetzes ein privatrechtliches Kreditinstitut, das langfristige durch Grundpfandrechte gesicherte Kredite sowie Kredite an öffentliche Stellen vergibt. Die Refinanzierung erfolgt durch Ausgabe von Pfandbriefen über den Kapitalmarkt.
Gegründet wurde das Institut von dem Unternehmer Wolfgang Schuppli. Während der Finanzkrise, die die Welt ab 2007 ergriffen hatte, musste der Einlagensicherungsfonds des Bundesverbandes deutscher Banken (BdB) bereits ein Jahr später die Aktien übernehmen. Er verkaufte sie 2010 an die LSF5 German Investments II, L.P., Delaware, USA (94 %) sowie an die LSF5 Riverside Ltd. & Co KG, Frankfurt am Main (6 %), Gesellschaften, die zur Lone-Star-Gruppe gehören. Diese Gruppe war auch Aktionärin der Corealcredit Bank. Schuppli verklagte später den BdB und weitere Beklagte auf rd. 500 Millionen € Schadensersatz, weil der Verkauf nur durch Drohung und Nötigung zustande gekommen sei. Die Klage wurde in erster Instanz abgewiesen.
Die Bank spezialisierte sich auf die gewerbliche Immobilienfinanzierung. Direktgeschäft betrieb sie nur in geringem Maße; der Schwerpunkt lag auf dem Konsortialgeschäft. Die Bilanzsumme verringerte sich zum 30. Juni 2013 gegenüber dem Schluss des Vorjahres auf 12,77 Milliarden €. Der Bilanzverlust betrug Mitte 2013 516,4 Millionen €; dieses Ergebnis beruhte im Wesentlichen auf dem Verlustvortrag, resultierte somit weitgehend aus dem Ergebnis früherer Geschäftsjahre. Im Dezember 2013 wurde mit der Fälligkeit einer Anleihe der Düsseldorfer Hypothekenbank in Höhe von 1,1 Mrd. die letzte noch ausstehende Liquiditätsgarantie des SoFFin zurückgeführt.
Die Lone-Star-Gruppe verkaufte – angeblich – ihre Anteile an den MainFirst-Gründer Patrick Bettscheider und die britische Investmentgesellschaft Attestor Capital. Wie sich jedoch im März 2015 herausstellte, als die erneut drohende Bankenpleite der Düsseldorfer Hypothekenbank im Zuge einer Krise der Hypo Alpe Adria bekannt wurde, war die Eigentümerfrage ungeklärt.
Am 15. März 2015 teilte der Bundesverband deutscher Banken mit, dass der Einlagensicherungsfonds der privaten Banken eine Garantie für die sogenannten Heta-Anleihen stellt, um die akuten Risiken zu beseitigen. Lt. Geschäftsbericht 2017 war eine Beteiligungsgesellschaft des Einlagensicherungsfonds Alleinaktionär.
Im September 2018 wurde die Düsseldorfer Hypothekenbank AG vom Bundesverband Deutscher Banken an die Aareal Bank AG veräußert. Nachfolgend erfolgte am 2. Januar 2019 der Abschluss eines Beherrschungs- und Gewinnabführungsvertrag mit dem neuen Mutterunternehmen. Im Juni 2019 wurde das Bankgeschäft auf die Aareal Bank übertragen.
Die Bank war Mitglied im Bundesverband deutscher Banken sowie im Verband deutscher Pfandbriefbanken.

## Kennzahlen
| Kennziffer                                | 2016   | 2015   | 2014   | 2013   |
| ----------------------------------------- | ------ | ------ | ------ | ------ |
| Immobilienneugeschäft (Mio. EUR)          | 0      | 162    | 712    | 494    |
| Immobilienkredite Bestand (Mio. EUR)      | 1.033  | 1.405  | 1.213  | 1.093  |
| Kapitalmarktgeschäft (Bestand) (Mio. EUR) | 4.478  | 5.445  | 8.445  | 9.462  |
| Ergebnis nach Steuern (Mio. EUR)          | −94,0  | −40,7  | −42,0  | −59,6  |
| Kernkapitalquote                          | 13,1 % | 10,5 % | 10,8 % | 13,2 % |